# Tiburcio Pérez y Cuervo
Tiburcio Pérez y Cuervo (ur. 1785 w Oviedo, zm. 1841 w Madrycie) – hiszpański architekt, liberał i konstytucjonalista.
Pochodził z Asturii. Studiował architekturę w Królewskiej Akademii Sztuk Pięknych św. Ferdynanda w Madrycie, gdzie jego wuj architekt Juana Antonia Cuervo był dyrektorem. Zdobył pierwszą nagrodę w konkursie akademii na pomnik upamiętniający bitwę pod Bailén. Przyjaźnił się z malarzem Franciskiem Goyą. Jego znane prace to projekt Colegio de Cirugía de San Carlos (szkoły medycznej) oraz wnętrze nieistniejącego już kościoła Ducha Świętego w Madrycie.